# Riello
Riello (leóni nyelven Rigiellu) település Spanyolországban, León tartományban. Lakosainak száma 582 fő (2024).

## Földrajza
Riello Valdesamario, Igüeña, Murias de Paredes, San Emiliano, Sena de Luna, Los Barrios de Luna és Soto y Amío községekkel határos.

## Népesség
A település lakosságának változását az alábbi diagram mutatja:
| Lakosok száma | 983  | 864  | 768  | 733  | 700  | 686  | 622  | 647  | 614  | 582  |
|               | 2001 | 2004 | 2007 | 2009 | 2012 | 2014 | 2017 | 2019 | 2022 | 2024 |